# Suisse aux Jeux olympiques de la jeunesse d'été de 2014
La participation de la Suisse aux Jeux olympiques de la jeunesse d'été de 2014 a lieu du 16 au 28 août 2014, à Nankin, en Chine. Il s'agit de sa deuxième participation aux Jeux olympiques de la jeunesse d'été.

## Médaillés
| Médaille                           | Nom            | Sport      | Épreuve                             | Date         |
| ---------------------------------- | -------------- | ---------- | ----------------------------------- | ------------ |
| Médaille d'or, Jeux olympiques     | Sarah Hornung  | Tir        | Carabine à air comprimé 10 m filles | 19 août 2014 |
| Médaille d'or, Jeux olympiques     | Angelica Moser | Athlétisme | Saut à la perche filles             | 23 août 2014 |
| Médaille d'argent, Jeux olympiques | Svenja Stoffel | Natation   | 50 m papillon filles                | 20 août 2014 |